# Húngaro-brasileiro

Húngaro-brasileiro ou magiar-brasileiro (em húngaro: Brazíliai magyarok) é um brasileiro com total, parcial ou predominante ascendência húngara,[carece de fontes?] ou uma pessoa nascida na Hungria e radicada no Brasil.
Ainda que pessoas etnicamente húngaras vivam em todos os países da América do Sul, comunidades ativas e organizações húngaras existem apenas no Brasil, na Argentina, na Venezuela e no Uruguai. Dados oficias não são seguros por conta de grande variação de estimativas locais, mas se estima que entre 50 e 100 mil brasileiros tenham alguma ascendência húngara. Nos casos da Argentina e do Brasil, a discrepância entre estimativas pode ter se originado do fato de as diásporas húngaras nestes dois países terem se originado há mais de um século e meio, além do fato de a identidade étnica entre as gerações posteriores de descendentes de húngaros nestes dois países ser bastante vaga em muitos casos. Em termos de organização e coesão social, as comunidades húngaras mais fortes são as do Brasil e da Argentina.

## Húngaro-brasileiros notáveis
- Adriane Galisteu
- Alceu Wamosy
- Cássia Kiss
- Dalton Vigh
- Eva Todor
- Ilona Szabó
- Janos Lengyel
- José Paulo Lanyi
- Kevin Kurányi
- Mário Kertész
- Mônica Apor
- Paulo Miklos
- Paulo Rónai
- Rita Lobo
- Roberto Justus
- Ruben Berta
- Thomaz Farkas
- Yolanda Mohalyi